# Liuhuanggou Zhen
Liuhuanggou Zhen (kinesiska: 硫磺沟镇, 硫磺沟) är en köping i Kina. Den ligger i den autonoma regionen Xinjiang, i den nordvästra delen av landet, omkring 30 kilometer väster om regionhuvudstaden Ürümqi. Antalet invånare är 3 761. Befolkningen består av 1 475 kvinnor och 2 286 män. Barn under 15 år utgör 13,0 %, vuxna 15-64 år 84 %, och äldre över 65 år 1,0 %.
Genomsnittlig årsnederbörd är 311 millimeter. Den regnigaste månaden är november, med i genomsnitt 54 mm nederbörd, och den torraste är januari, med 11 mm nederbörd.